# Hey Daddy (Daddy's Home)
Hey Daddy (Daddy's Home) è un brano musicale del cantante statunitense Usher, estratto come singolo dall'album Raymond v. Raymond.

## Il singolo
La canzone è il primo singolo per il mercato statunitense ad essere estratto da Raymond v. Raymond, sesto album del cantante R&B Usher.
Il brano è stato scritto da Usher, Rico Love, collaboratore "storico" del cantante, il rapper Plies, e The Runners, ed è stato prodotto da Love and The Runners. La versione remix del brano che figura il featuring di Plies è stata resa disponibile per l'airplay radiofonico l'8 dicembre 2009, e per il download digitale il 15 dicembre 2009.
Hey Daddy (Daddy's Home) ha raggiunto la venticinquesima posizione della classifica statunitense Billboard Hot 100 e la seconda di Hot R&B/Hip-Hop Songs, diventando il terzo singolo di Usher giunto in top five consecutivamente.

## Il video
Il video musicale prodotto per Hey Daddy (Daddy's Home) è stato diretto dal regista Chris Robinson ed è stato girato a West Hollywood al "The London". La première del videoclip è avvenuta il 28 gennaio 2010 su MTV. Nel video compare la modella francese Noemie Lenoir nel ruolo della partner di Usher. Così come nella versione del brano presente nell'album, il video non prevede la partecipazione del rapper Plies.

## Classifiche
| Classifica (2009)                    | Posizione più alta |
| ------------------------------------ | ------------------ |
| Austria                              | 68                 |
| U.S. Billboard Hot 100               | 25                 |
| U.S. Billboard Hot R&B/Hip-Hop Songs | 2                  |